# Cerro Toloncha
Cerro Toloncha är ett berg i Chile.   Det ligger i provinsen Provincia de El Loa och regionen Región de Antofagasta, i den norra delen av landet, 1 100 km norr om huvudstaden Santiago de Chile. Toppen på Cerro Toloncha är 4 457 meter över havet.
Terrängen runt Cerro Toloncha är huvudsakligen lite bergig. Trakten runt Cerro Toloncha är nära nog obefolkad, med mindre än två invånare per kvadratkilometer.. Det finns inga samhällen i närheten.
Trakten runt Cerro Toloncha är ofruktbar med lite eller ingen växtlighet.